# 芙蓉街关帝庙
芙蓉街关帝庙位于中国山东省济南市历下区芙蓉街中段东侧38号，坐东朝西，正对省府东街（亦名小布政司街或布政司小街）。该庙始建于清代中期，现建筑由民宅式庙门一间、正殿三间及新建的南北厢房组成，庙门为硬山顶，正殿为卷棚顶，2009年3月至12月修缮后对外开放。庙内另有清康熙五十九年（1720）《重立考棚碑记》和光绪二十五年（1899）《重修芙蓉街北首布政司小街东口路东关帝圣君庙碑记》等碑刻。